# Navegantes
Navegantes é um município brasileiro do estado de Santa Catarina, região sul do país. Localiza-se a uma latitude 26º53'56" sul e a uma longitude 48º39'15" oeste, estando no litoral centro norte catarinense. Faz parte da Mesorregião do Vale do Itajaí, na margem esquerda da foz do Rio Itajaí-Açu, estando a uma altitude de 2 metros. Sua população estimada em 2019 é de 81.475 habitantes.

## História
A cidade de Navegantes nasceu voltada para o mar e logo foi colonizada por açorianos. O primeiro sesmeiro da região foi João Dias Arzão que, em 1658, recebeu uma sesmaria em frente ao rio Itajaí-Mirim. 
Emancipou-se politicamente de Itajaí em 26 de agosto de 1962. Seu nome original era Nossa Senhora dos Navegantes. limitando-se com os municípios de Penha, Balneário Piçarras, Ilhota, Luiz Alves e Itajaí. 
Navegantes conta ainda com o Aeroporto Internacional Ministro Victor Konder, importante terminal de cargas e passageiros que serve as regiões da Foz do Itajaí e Vale do Itajaí que, juntamente com o Porto de Navegantes, são uma conquista recente do município, tornando-a a cidade referência no transporte nacional e internacional.

### Datas históricas
1896
- 23 de janeiro - a "Câmara Episcopal de Corytiba" concedia "licença para que se possa erigir uma capela sob a invocação de Nossa Senhora dos Navegantes, de São Sebastião e de Santo Amaro". O padre Antônio Eising, então vigário da paróquia de Itajaí foi quem fez a solicitação.

1898
- 2 de fevereiro - Inauguração da Capela de Nossa Senhora dos Navegantes.

1912
- 17 de dezembro - Em homenagem aos homens do mar, aos pescadores e à Nossa Senhora, de quem os moradores eram devotos, o arraial assume o seu próprio nome: Bairro dos Navegantes.

1959
- 8 de novembro - Bênção da pedra fundamental do novo templo de Nossa Senhora dos Navegantes, que teve à frente da comissão construtora o senhor Anibal Gaya.

1961
- 28 de fevereiro - Pela Lei nº 369, o prefeito de Itajaí, Eduardo Sólon Canziani, declara de utilidade pública a área para a construção do aeroporto de Itajaí, em Navegantes.

1962
- 2 de fevereiro - Por decreto da cúria metropolitana é criada a Paróquia de Nossa Senhora dos Navegantes, instalada oficialmente em 26 de agosto do mesmo ano, tendo como pároco o padre Gilberto Luiz Gonzaga.

1962
- 14 de maio - Resolução nº 02: a Câmara Municipal de Itajaí autoriza o desmembramento de Navegantes.

1962
- 30 de maio - Lei estadual nº 828 cria o município de Navegantes.

1962
- 26 de agosto - É instalado oficialmente o município de Navegantes e a Paróquia de Nossa Senhora dos Navegantes.

1962
- 3 de setembro - Diário oficial do Estado de SC nº 7.122 publica o Decreto de 30 de agosto do governador Celso Ramos, nomeando Athanásio Joaquim Rodrigues para exercer o cargo de prefeito provisório do município de Navegantes.

1962
- 7 de outubro - Pela primeira vez acontece a eleição para prefeito e vereadores de Navegantes.

1963
- 31 de janeiro - O prefeito provisório entrega o governo municipal ao prefeito eleito Cirino Adolfo Cabral.

### Lista de prefeitos de Navegantes
- 1962 a 1963 - Athanazio Joaquim Rodrigues (prefeito provisório)
- 1963 a 1969 - Cirino Adolfo Cabral
- 1969 a 1972 - José Juvenal Mafra
- 1973 a 1976 - Cirino Adolfo Cabral
- 1977 a 1982 - João José Fagundes
- 1983 a 1988 - Domingos Angelino Régis
- 1989 a 1992 - Adherbal Ramos Cabral
- 1993 a 1996 - Manoel Evaldo Muller
- 1997 a 2000 - Luiz José Gaya
- 2001 a 2004 - Adherbal Ramos Cabral
- 2004 a 2006 - Adherbal Ramos Cabral
- 2006 a 2008 - Moacir Alfredo Bento
- 2009 a 2012 - Roberto Carlos de Souza
- 2013 a 2016 - Roberto Carlos de Souza
- 2017 a 2020 - Emílio Vieira[5]
- 2021 a 2024 - Libardoni Lauro Claudino Fronza (Liba)[6]
- 2025 a 2028 - Libardoni Lauro Claudino Fronza (Liba)[7]

## Infraestrutura
A cidade tem como acessos rodoviários a BR-101 (via BR-470 e SC-414), a Avenida Cirino Adolfo Cabral (divisa com Penha). Além destes, conta com travessia do rio Itajaí-Açu através do ferry-boat (Centro/Navegantes e Centro/Itajaí) e balsa (Porto das Balsas/Navegantes e Barra do Rio/Itajaí).

### Transporte
Transporte coletivo municipal
O município possui sistema de transporte municipal, o "Transporte Dengo Dengo". O nome é uma homenagem aos navegantinos, pois remete à história da cidade. 
São cinco linhas diferentes (Amarela, Vermelha, Verde, Azul e Turquesa), que atendem todos os bairros de Navegantes, inclusive aos finais de semana e feriados.
Todo segundo fim de semana de cada mês há gratuidade geral, com catraca livre, em todas as linhas. A medida é para incentivar que as pessoas utilizem o transporte coletivo municipal e também conheçam outros bairros da cidade. 
Transporte coletivo intermunicipal
O terminal rodoviário funciona junto com o terminal urbano, na Rua Vereador Manoel Fernandes, n. 554, Centro.
As empresas que operam atualmente são: Auto Viação Catarinense Ltda., Reunidas S.A. Transportes Coletivos, Auto Viação Rainha Ltda., e Viação Nossa Senhora dos Navegantes Ltda.

## Divisão municipal
Bairros
- Centro
- São Pedro (Pontal)
- São Domingos
- São Paulo
- Nossa Senhora das Graças
- Machados
- Volta Grande
- Pedreiras
- Meia Praia
- Gravatá
- Hugo de Almeida (Carvão)
- Porto Escalvado
- Escalvados
- Escalvadinhos

## Aeroporto de Navegantes
O Aeroporto Internacional Ministro Victor Konder é um aeroporto público com concessão da CCR, sendo considerado a principal porta de entrada para quem mora no Vale do Itajaí e nas proximidades de Navegantes, como Balneário Camboriú, Itajaí, Itapema. O aeroporto faz ligações aos principais aeroportos do Brasil.

## Artes
Navegantes conta com o Grupo de Teatro Criando História que tem levado suas apresentações para os recônditos mais distantes da cidade, fazendo dessa forma a população ter maior apreço pela arte e cultura no município.

## Pontos turísticos
Praias
Com uma orla marítima de aproximadamente 12 quilômetros, divididas em Praia Central, Meia Praia e Gravatá, Navegantes se destaca com suas praias de águas limpas, próprias para o banho, prática de esportes aquáticos e pesca. O surfe é uma das modalidades esportivas mais praticadas no município, e surfistas da cidade e de regiões vizinhas encontram nas praias de Navegantes as condições ideais para a prática do esporte durante o ano todo.
Avenida Beira Mar
Com uma ampla avenida que segue por toda a orla marítima, oferece um extenso calçadão ideal para caminhadas e passeios turísticos, possibilitando visualizar o mar e sua vegetação nativa preservada.
Pedra da Miraguaia
Ponto marcante na Praia de Gravatá, a pedra é conhecida como viveiro natural de mariscos e atrai muitos amantes da pesca de arremesso.
Farol da Barra
Um dos principais símbolos do turismo na cidade, os molhes, como é conhecido, foi construído entre 1930 e 1938. O farol atrai inúmeros visitantes por causa de sua proximidade com embarcações de pesca e os navios que diariamente entram e saem do Porto de Itajaí e Navegantes. O local também é muito procurado pelos amantes da pesca de arremesso.
Santuário e Igreja de Nossa Senhora dos Navegantes
Localizado no centro da cidade, próximo ao ferry-boat, o santuário é um dos principais cartões postais da cidade e atrai fiéis de todas as regiões do país. Além de sua belíssima igreja centenária, o santuário é formado também por uma construção em forma de barco, que abriga a Secretaria Municipal de Turismo, e uma gruta homenageando a padroeira do município, protetora dos pescadores e navegadores.
Morro da Pedra
Localizada no bairro Escalvados e envolto pela mata atlântica preservada, o morro está estruturado com rampas para voos de asa delta e parapente, ideal para os amantes de esportes radicais. Além disso, oferece trilhas para aqueles que apreciam o turismo ecológico.

## Ligações externa s
- «Aeroporto de Navegantes - SC»
- Página da prefeitura